# Neliopisthus decoratus
Neliopisthus decoratus là một loài tò vò trong họ Ichneumonidae.